# Núi đá vôi Krym
Núi đá vôi Krym hoặc núi đá vôi Crimean (tiếng Tatar Krym: Qırımnıñ dağ karstı; tiếng Ukraina: Гірський карст Криму, đã Latinh hoá: Hirskyi karst Krymu; tiếng Nga: Горный карст Крыма, đã Latinh hoá: Gorny karst Kryma; tiếng Anh: Crimean Mountain karst) là một núi đá vôi và khu bảo tồn tự nhiên (zakaznik) tại bán đảo Krym, khu vực được quốc tế công nhận là một phần của Ukraina nhưng hiện đang bị Nga chiếm đóng từ năm 2014. Đây là một phần của dãy núi Qarabiy yayla, tạo nên phần trung tâm của dãy. Khu vực này đã được Alexander Kruber mô tả lần đầu tiên vào năm 1915. Đến năm 1989, núi đá vôi Krym đã được công nhận là khu bảo tồn thiên nhiên khu vực bởi Cộng hòa Xã hội chủ nghĩa Xô viết Ukraina.

## Mô tả
Aleksandr Aleksandrovich Kruber được cho là đã lần đầu tiên mô tả vùng núi đá vôi vào năm 1915. Núi đá vôi Krym đã được công nhận là khu bảo tồn tự nhiên vào năm 1989 bao gồm trung tâm Qarabiy yayla, núi đá vôi Krym với hơn 4 nghìn hố sụt và 209 hang động, trong đó có Hang chiến sĩ – nơi sâu nhất bán đảo Krym. Ngoài ra, đỉnh núi đá vôi cũng sở hữu rừng sồi và rừng thông, cũng như các đồng cỏ chứa nhiều loài Cerastium biebersteinii. Đồng thời, khu vực này có hơn 1000 hang đá vôi tự nhiên và có thể tìm thấy các khoáng chất như canxit, thạch cao, goethit, aragonit, illit, thạch anh, kaolinit và pyrolusit trong các hang động.
Phần chính của dãy núi Krym được tạo thành từ các địa chất đá vôi thời kỳ Jura có độ sâu từ 50 m (160 ft) đến 1.300 m (4.300 ft). Sườn núi cao 600 m (2.000 ft) phía trên bờ biển phía nam Krym. Có hàng nghìn hố sụt karst cùng một số khe nứt karst dài 100 m (330 ft) và sâu 50 m (160 ft).

## Tình trạng
Núi đá vôi Krym đã được Cộng hòa Xã hội chủ nghĩa Xô viết Ukraina công nhận là khu bảo tồn tự nhiên cấp khu vực vào ngày 13 tháng 2 năm 1989 cùng với một số khu vực khác trên khắp Ukraina. Sự công nhận này vẫn được giữ nguyên sau tuyên ngôn độc lập Ukraina. Kể từ khi Nga sáp nhập Krym, núi đá vôi Krym đã được công nhận là Khu bảo tồn tự nhiên quốc gia có ý nghĩa khu vực (tiếng Nga: Государственный природный заказник регионального значения, đã Latinh hoá: Gosudarstvennyi prirodnyi zakaznik regionalnogo znacheniya), tương đương với danh hiệu khu bảo tồn tự nhiên khu vực của Ukraina.